# František Ženíšek

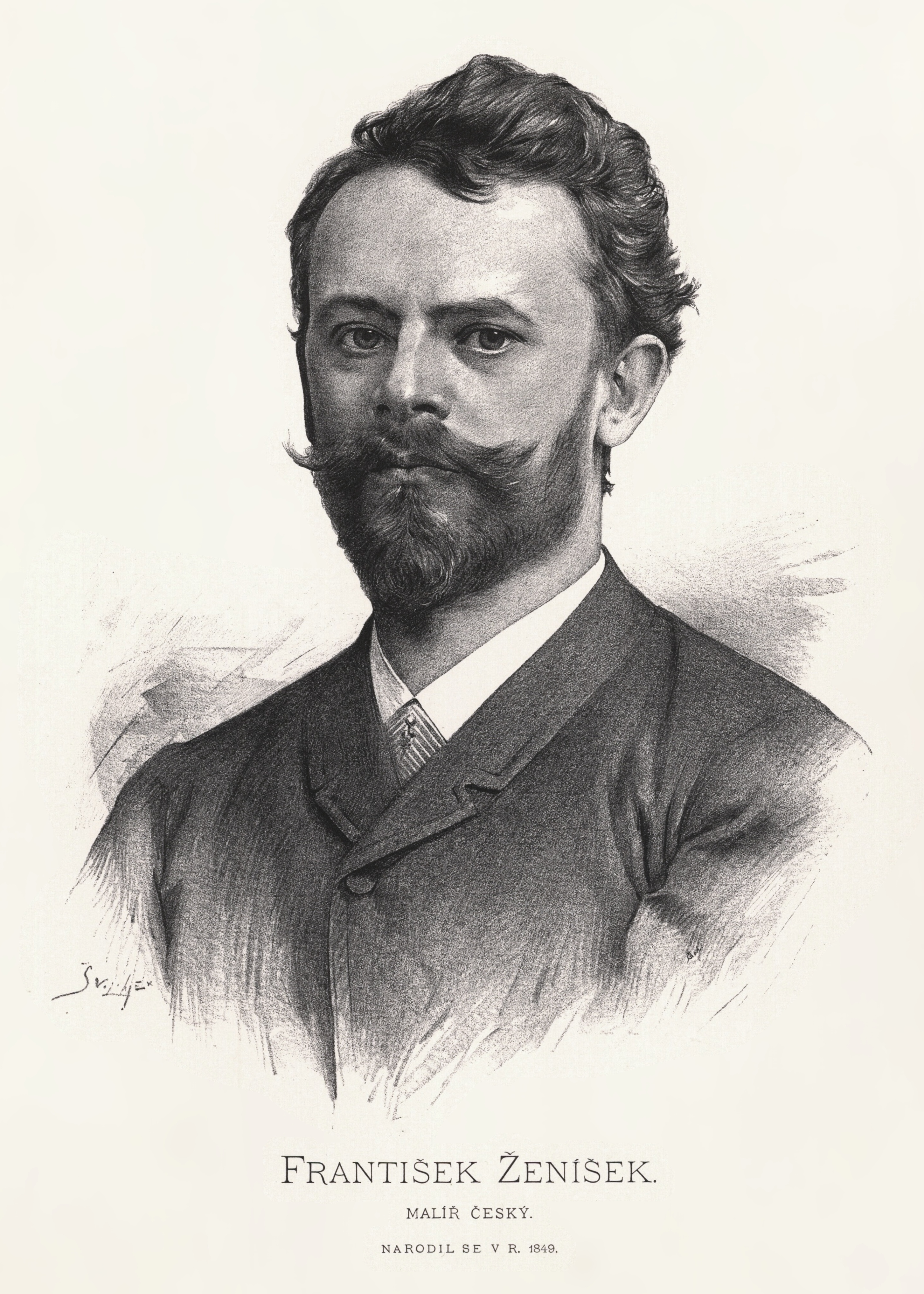
František Ženíšek. Porträt von Jan Vilímek (1860–1938)

František Ženíšek (* 25. Mai 1849 in Prag; † 15. November 1916 ebenda) war ein tschechischer Historien- und Porträtmaler sowie Hochschullehrer. Er zählt zu den bedeutendsten Vertretern der tschechischen Kunst des späten 19. und frühen 20. Jahrhunderts.

## Leben
František Ženíšek wurde 1849 in der Prager Neustadt als Sohn des wohlhabenden Kaufmanns Josef Ženíšek geboren. Auf Wunsch seines Vaters besuchte er zunächst eine deutsche Realschule, wo sich sein außergewöhnliches Zeichentalent zeigte. Nach einer kurzen Lehrzeit bei dem Maler Zimmler wechselte er in die Lehre bei Karel Javůrek, der ihn auf das Studium an der Prager Kunstakademie vorbereitete. An der Akademie wurde František Ženíšek Schüler von Eduard von Engerth, mit dem er auch an der Wiener Staatsoper zusammenarbeitete. 1866 kehrte er nach Prag zurück und setzte seine Studien bei Josef Mathias Trenkwald fort. Bereits in den 1870er Jahren galt František Ženíšek als erfolgreicher Künstler, stellte regelmäßig aus und war ab 1871 Mitglied der Künstlervereinigung Umělecká beseda. Gemeinsam mit Josef Tulka arbeitete František Ženíšek an der Ausmalung des Palais Thun. Dies galt als Vorbereitung für die späteren Arbeiten am Nationaltheater. Nach Aufenthalten in Wien und Belgien kehrte er 1877 nach Prag zurück.
Im Rahmen eines Wettbewerbs für die Ausmalung des Nationaltheaters arbeitete er mit Mikoláš Aleš zusammen. Das gemeinsame Projekt mit dem Titel Okřídlená paleta (Geflügelte Palette) gewann den Wettbewerb, aber zwischen den beiden Künstlern kam es zu Spannungen. František Ženíšek schuf eigenständig zahlreiche Decken- und Wandmalereien, darunter die Decke des Auditoriums mit Allegorien der Musen sowie die Werke Zlatý věk umění, Úpadek umění und Vzkříšení umění im Foyer. Von ihm stammt auch der Originalvorhang der Theaterbühne, der allerdings beim Brand des Theaters 1881 zerstört wurde. Er schuf zahlreiche Porträts, unter anderem von Mikoláš Aleš, Josef Tulka und dem Architekten František Schmoranz. Im Jahre 1882 schuf er für das heutige Smetana-Museum das Sgraffito Verteidigung der Prager Karlsbrücke gegen die Schweden im Jahre 1648, an dem auch Aleš beteiligt war. Ab 1885 unterrichtete František Ženíšek an der neu gegründeten Kunstgewerbeschule in Prag, ab 1896 als Professor an der Akademie der bildenden Künste in Prag. Von 1903 bis 1904 war er deren Rektor. Seine Kollegen an der Akademie waren die Maler Václav Brožík und Vojtěch Hynais und der Bildhauer Josef Václav Myslbek. Zu seinen Schülern zählten Jan Preisler, František Urban und Oldřich Hlavsa.
František Ženíšek war mit Barbora Otradovcová verheiratet und hatte sechs Kinder. Sein Sohn František Ženíšek junior (1877–1935) wurde ebenfalls Maler, sein Sohn Julius ein erfolgreicher Unternehmer. Seine Enkelin Máňa Ženíšková war Schauspielerin, ihre Nachkommen arbeiteten in der Filmindustrie, darunter der Oscar-prämierte Kostümbildner Theodor Pištěk (1932). František Ženíšek starb 1916 im Alter von 67 Jahren in Prag.

## Werk

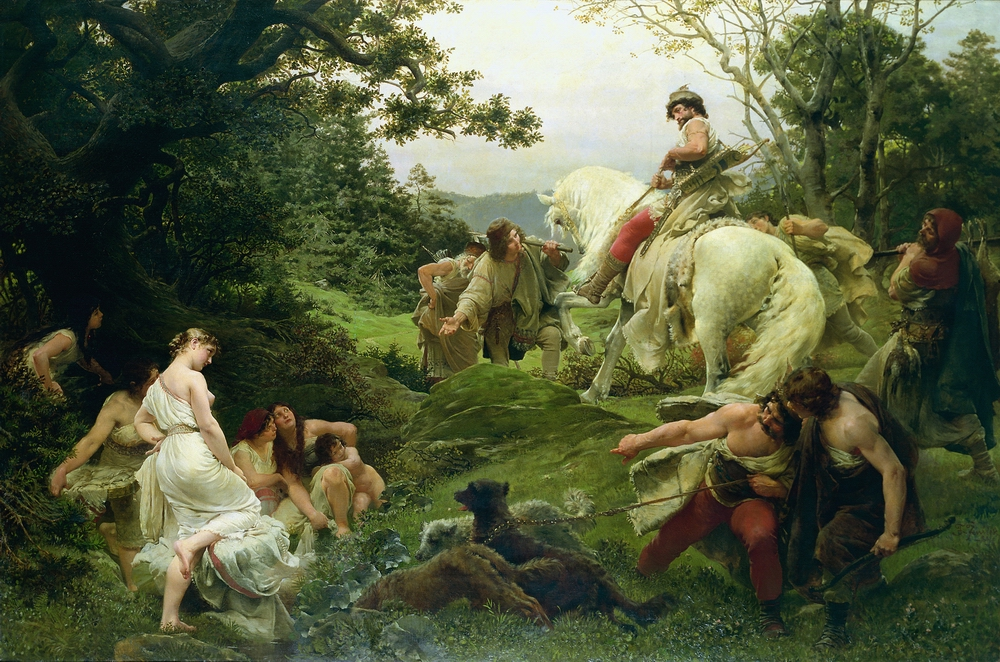
František Ženíšek: Oldřich und Božena (1884). Nationalgalerie Prag

Der Stil von František Ženíšek war von der Neorenaissance beeinflusst. Er war ein ausgezeichneter Porträtist, der sich vor allem mit historischen und allegorischen Motiven hervortat, und er war der Hauptautor der monumentalen Gemälde für das Nationaltheater in Prag. Zu seinen bekanntesten Werken gehören die ursprüngliche Vorhangmalerei für das Nationaltheater in Prag (1881 bei einem Brand zerstört) und das Gemälde Oldřich und Božena (1884).